# Баттодзюцу
Баттодзюцу (яп. 抜刀術, battō-jutsu) («мистецтво витягнення меча» — це старий термін для іайдзюцу (居合術). Баттоцюцу часто використовується як синонім для термінів іайдзюцу та батто (抜刀).
Як правило, баттодзюцу практикується як частина класичного рю і тісно пов'язане з традицією кендзюцу. Це практикується з живим клинком (катана). Навчання призначене для підвищення бойової ефективності через такі фактори, як дистанція, час і націлювання. Як таке, баттодзюцу не призначене для спортивного кендо.